# Općina Dobrepolje
Općina Dobrepolje (slo.: Občina Dobrepolje) je općina u južnoj Sloveniji u pokrajini Dolenjskoj i statističkoj regiji Središnja Slovenija. Središte općine je naselje Ponikve s 409 stanovnika. 

## Zemljopis
Općina Dobrepolje nalazi se u južnom dijelu države i južno od Ljubljane. Ovo je brdsko-planinski kraj Slovenije. najvažnija planina je Suha gora. 
U općini vlada umjereno kontinentalna klima, nema većih vodotoka. 

## Naselja u općini
Bruhanja vas, Cesta, Četež pri Strugah, Hočevje, Kolenča vas, Kompolje, Lipa, Mala vas, Paka, Podgora, Podgorica, Podpeč, Podtabor, Ponikve, Potiskavec, Predstruge, Pri Cerkvi-Struge, Rapljevo, Tisovec, Tržič, Videm, Vodice, Zagorica, Zdenska vas

## Vanjske poveznice
- Službena stranica općine